# Pałac w Łabędniku
Pałac w Łabędniku (niem. Schloss von Groß Schwansfeld) – zabytkowy pałac w Łabędnik – wsi w gminie Bartoszyce w województwie warmińsko-mazurskim. 
Obiekt wybudowany na przełomie XVII i XVIII wieku w stylu neobarokowym jako siedziba rodu von der Groeben, około 13 km na południowy wschód od Bartoszyc przy drodze wojewódzkiej nr 592 na odcinku Bartoszyce-Kętrzyn.

## Historia
Od 1537 Łabędnik pozostawał w rękach rodu von Kannacher, któremu został nadany w lenno przez Księcia Albrechta. W 1694 ziemie te kupił jeden z najbardziej znanych przedstawicieli szlacheckiego rodu von der Groebenów – Friedrich von der Groeben, generał lejtnant wojsk cudzoziemskich króla Jana III Sobieskiego. W 1711 z zakupionych ziem utworzył 4 majoraty, a jednym z nich był Łabędnik, który przypadł bratankowi Wolfowi Sebastianowi von der Groeben.
Prawdopodobnie właśnie w 1711 ukończono budowę pierwszego rodowego pałacu w majątku, o czym może świadczyć kartusz herbowy, znajdujący się nad głównym wejściem do obecnego pałacu, z łacińskim napisem "Fundatio Grobeniana anno 1711". Przypuszcza się, iż do obecnego pałacu kartusz został przeniesiony z poprzedniej budowli, której wygląd i opis pozostają nieznane.
Obecny pałac został wzniesiony na przełomie XVII i XVIII wieku, lecz obecny kształt i wygląd nadała mu gruntowna przebudowa i modernizacja z 1861 roku. Z pierwotnej budowli pozostały jedynie balustrady przy tarasie zachodnim, zdobione płaskorzeźbami z piaskowca oraz zdobione ornamentem barokowym balustrady przy niewielkim tarasie od strony wschodniej. Dostępne dane mówią, iż w 1889 cały majątek wynosił 1235 ha.
Pałac pozostał w rękach rodu von der Groebenów do ofensywy radzieckiej w Prusach Wschodnich w 1945. W tym samym roku, najprawdopodobniej na przełomie stycznia i lutego, po zajęciu Łabędnika 30 stycznia, przebywały w nim wojska radzieckie.
Po II wojnie światowej w majątku utworzono biura i mieszkania na potrzeby PGR-u. W latach 1987–1991 pałac został gruntownie odrestaurowany. Aktualnie znajduje się w prywatnych rękach i jest dobrze utrzymany.

## Architektura
Zespół pałacowy składa się z pałacu, parku krajobrazowego oraz licznej zabudowy gospodarczej.
Bryła pałacu została założona na planie prostokąta, jest dwuipółkondygnacyjna i w całości pokrywa ją dwuspadowy dach. Do głównego korpusu budynku dostawione jest prostopadłe skrzydło boczne. Główne wejście umieszczone jest w centralnie usytuowanym frontowym ryzalicie, wzbogaconym o kamienne schody i balustrady, które zdobią, również wykonane z kamienia, dwie figury harpii. Nad wejściem usytuowany jest kartusz z herbem von der Groeben z napisem "Fundatio Groebeniana anno 1771". Przed pałacem znajduje się brukowany, lekko wznoszący się ku wejściu honorowy podjazd wraz z 8 kamiennymi kulami, które zostały przeniesione tu z przedproży kamienic na ul. Długiej w Gdańsku. Od strony ogrodu do pałacu przylega parterowa przybudówka z dwuspadowym dachem.

Herb von der Groeben
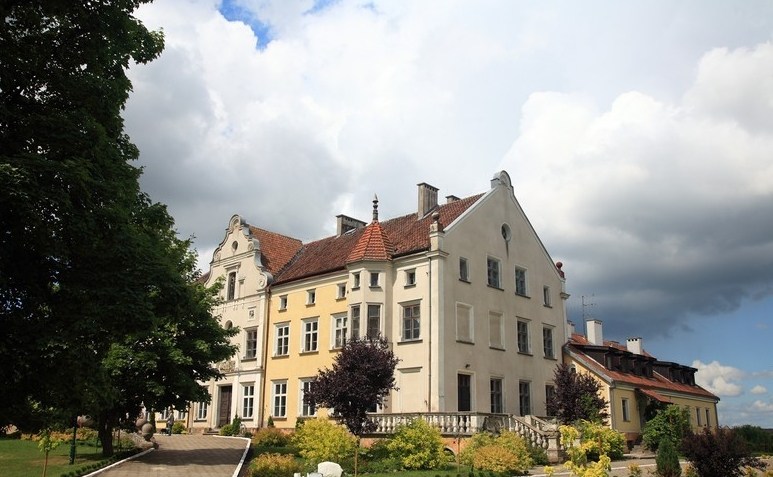
Elewacja z parterową oficyną

Założenie pałacowe, od północy i wschodu, otoczone jest parkiem krajobrazowym, który zawiera liczne elementy starego drzewostanu. Po jego południowej stronie znajduje się duży staw.

## Przypałacowy kamień
W przypałacowym parku znajduje się kamień upamiętniający dwóch braci przedwojennego właściciela majątku, który zginęli podczas I wojny światowej we Francji. Na kamieniu znajduje się wyryta inskrypcja w języku niemieckim: Zur Erinnerung Hans u. Joachim v. d. Groeben gefallen in Frankreich am 27.8. u. 25.7.1918, co oznacza: Dla upamiętnienia Hansa i Joachima v. d. Groeben poległych we Francji 27.8. i 25.7.1918.

## Zabytek
Zespół pałacowy, wpisany do rejestru zabytków nieruchomych (nr rej.: IV-2-28/49 z 26.08.1949), tworzą pałac (nr rej.: 759 z 28.11.1968) wraz z parkiem (nr rej.: 3587 z 13.04.1984).